# 파리 관현악단

파리 오케스트라(프랑스어: Orchestre de Paris)는 파리를 거점으로 하는 프랑스의 대표적인 관현악단이다.

## 역사
1828년에 프랑수아-앙투안 아브네크(fr)가 파리 음악원 직속 악단으로 창단한 파리 음악원 관현악단(fr)을 1967년애 해체하고 만든 악단으로, 공식적으로는 1967년을 창단 시점으로 잡고 있다.
파리 음악원 관현악단(fr)은 베를리오즈, 카미유 생상스, 세자르 프랑크를 비롯한 프랑스계 작곡가들과 베토벤, 슈베르트, 멘델스존의 프랑스 초연 등 괄목할 만한 업적을 많이 남겼으며, 창단 때부터 교수와 졸업생 위주로 단원을 임용해 실력 편차를 최소화하는 방침을 계속 유지했다. 두 번의 세계대전 중에도 제한적이나마 활동을 보장받았으며, 전후에도 계속 활발한 활동상을 보여주었다.
그러나 1960년대 들어 여타 파리 소재 관현악단들과 마찬가지로 심각한 경영난에 직면하게 되었고, 상임 지휘자도 구하지 못한 채 객원 지휘에 의존하면서 연주력도 계속 떨어지기 시작했다. 결국 1967년에 문화부 장관이었던 앙드레 말로가 악단을 해체하고 그 단원들로 새로운 체계의 조직을 만들 것을 지시했다. 이 작업에는 말로 외에도 마르셀 란도프스키 등 프랑스 음악계의 유력 인사들이 적극 관여했고, 그 해 11월 14일에 현재의 이름으로 정식 재창단 겸 첫 공연을 샤를 뮌슈(fr)의 지휘로 개최했다.
뮌슈는 동시에 초대 음악 감독으로 취임했고, 창단 후 1년 뒤 곧바로 해외 순회 공연에 들어갈 정도로 단기간에 수준을 향상시켰다. 그러나 뮌슈는 미국 순회 공연 중 급서했고, 후임으로 헤르베르트 폰 카라얀이 음악 고문 자격으로 임명되었다. 그러나 카라얀은 베를린 필하모닉 오케스트라의 음악 감독 활동을 우선시하고 있었기 때문에 1971년에 사임했고, 조지 숄티가 후임으로 발탁되었다. 그러나 숄티 역시 시카고 교향악단 음악 감독을 겸무하고 있었기 때문에, 역시 1975년에 물러났다.
숄티의 후임으로는 30대의 젊은 지휘자이자 피아니스트였던 다니엘 바렌보임이 임명되었고, 바렌보임은 전임자들과 달리 이 악단과의 활동에 주력해 악단의 수준을 창단 당시로 복원시키는데 힘을 기울였다. 또 1976년에는 부속 합창단인 파리 관현악단 합창단(Chœur de l'Orchestre de Paris)도 조직했고, 직접 피아니스트를 맡아 단원들과의 실내악 활동도 시작했다.
바렌보임이 1989년에 바스티유 오페라단으로 옮겨가면서 후임으로 소련 출신의 세묜 비슈코프(ru)가 취임했으며, 비슈코프는 1998년까지 직책을 유지했다. 이어 크리스토프 폰 도흐나니(de)가 음악 고문 자격으로 부임했고, 2000년 크리스토프 에셴바흐, 2010년 파보 예르비가, 2016년에는 대니얼 하딩(en)이 음악 감독직에 임명됐다.
최연소 음악감독으로 클라우스 메켈레가 임명되었다. 원래 계획은 2020년부터 2022년까지 음악 고문직을 맡는 것이었으나, 당초 계획보다 1년 빠른 2021년 가을 부임하였으며 오슬로 필하모니 교향악단, 콘세르트헤바우 관현악단과 겸직하며 5년 계약이다.

## 주요 활동
재창단된 뒤로는 계속 콘서트 전문 악단으로 활동하고 있으며, 초기에는 샹젤리제 극장(fr)을 주요 공연장으로 삼았다가 1974년에 새로 개관한 팔레 드 콩그레(fr)로 옮겨 활동했다. 1980년에는 다시 살 플레옐(fr)로 옮겼으나, 1998년에 경영난으로 문을 닫는 바람에 다시 샹젤리제 극장이나 샤틀레 극장(fr), 모가도르 극장(fr), 시테 드 라 뮈지크(fr) 등의 공연장들을 전전하며 활동해야 했다. 2006년에 살 플레옐(fr)이 개축과 보수 공사를 거쳐 재개관한 뒤에는 상주 공연장 자리를 다시 확보했고, 2015년 초현대식 공연장인 필하모니 드 파리가 개관한 이후 이곳을 주요 공연장으로 이용하고 있다.
샤를 뮌슈(fr)의 재임기부터 프랑스 음악 외에 현대 음악이나 독일계 음악 등 광범위한 레퍼토리들을 골고루 섭렵했고, EMI에 베를리오즈와 모리스 라벨, 브람스 등의 작품을 녹음했다. 카라얀과 조지 숄티는 단기 재임했으나 악단을 잘츠부르크 축제(de)에 출연시키고 버르토크 등 헝가리 음악을 레퍼토리로 추가시키는 등의 활동을 했다. 카라얀은 EMI에, 숄티는 데카에 녹음을 남겼으며, 후임으로 임명된 바렌보임은 도이체 그라모폰에 상당량의 레코드를 취입했다.
바렌보임의 후임인 비슈코프도 전속사였던 필립스에 녹음을 남겼으며, 에셴바흐는 온디네(fi)와 카프리치오(en) 등 여러 음반사들과 프랑스 음악을 중심으로 녹음했다. 랑랑의 베토벤 피아노 협주곡 두 작품을 도이체 그라모폰에 취입했다.
뿐만 아니라 바렌보임의 재임기에 시작된 실내악 공연, 그리고 해외 순회 등으로도 왕성하게 활동하며, 유소년층을 대상으로 하는 기초 연주 교육과 전문 연주자 과정을 밟는 학생들을 위한 관현악 아카데미도 병행한다.

## 역대 지휘자
- 샤를 뮌슈(fr) (1967-1968 음악 감독)
- 헤르베르트 폰 카라얀 (1969-1971 음악 고문)
- 조지 숄티 (1972-1975 음악 감독)
- 다니엘 바렌보임 (1975-1989 음악 감독)
- 세묜 비슈코프(ru) (1989-1998 음악 감독)
- 크리스토프 폰 도흐나니(de) (1998-2000 음악 고문)
- 크리스토프 에셴바흐 (2000-2010 음악 감독)
- 파보 예르비 (2010-여름 2016 음악 감독)
- 대니얼 하딩(en) (가을 2016-가을 2021 음악 감독)
- 클라우스 메켈레 (가을 2021- 음악감독)

파리 음악원 관현악단(fr)시절의 지휘자들은 다음과 같다.
- 프랑수아-앙투안 아브네크(fr)(1828-1848 상임 지휘자)
- 나르시스 지라르 (1849-1859 상임 지휘자)
- 테오필 틸망(fr) (1860-1863 상임 지휘자)
- 프랑수아 조르즈-에늘 (1863-1872 상임 지휘자)
- 에두아르 들드브스 (1872-1885 상임 지휘자)
- 쥘 가르신 (1885-1892 상임 지휘자)
- 폴 타파넬 (1892-1901 상임 지휘자)
- 조르주 마르티 (1901-1908 상임 지휘자)
- 앙드레 메사제(fr) (1908-1919 상임 지휘자)
- 필리프 고베르(fr) (1919-1938 상임 지휘자)
- 샤를 뮌슈(fr) (1938-1946 상임 지휘자)
- 앙드레 클뤼탕스(fr) (1946-1960 상임 지휘자)